# 사이펀

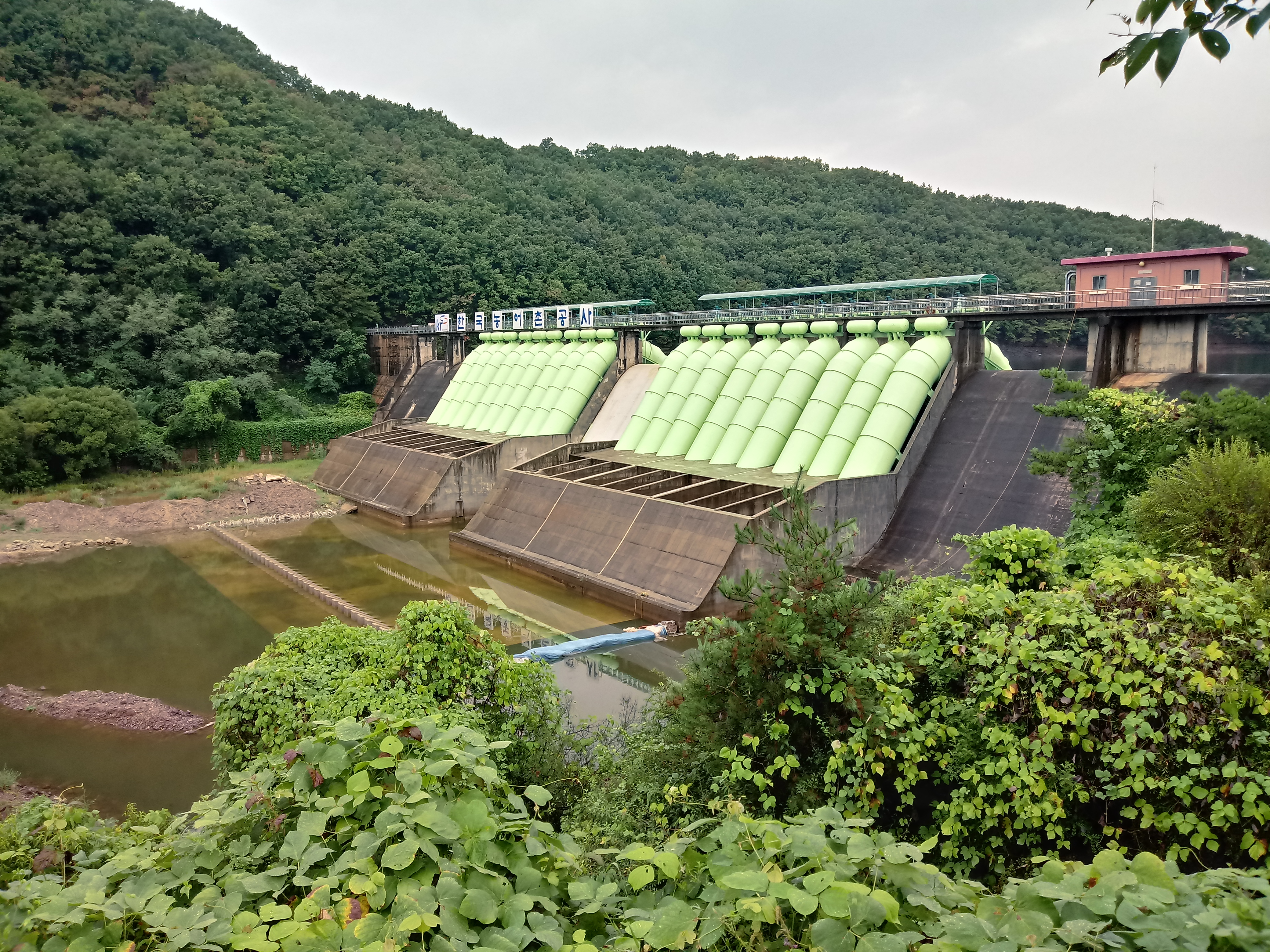
초평댐 사이펀 여수로. 2018년 8월

사이펀(영어: Siphon, 문화어: 싸이폰)은 관을 이용하여 액체를 어느 지점에서 목적지까지 높은 지점에서 낮은 지점까지 이동하는 장치이며, 이 메커니즘을 사이펀의 원리라고 한다. 어떤 수조나 저수지로부터 먼 거리에 있는 다른 수조나 저수지에 물을 운반할 때, 지리적인 조건에 의해 관이 동수경사선보다 높은 곳에 위치하게 되는 경우가 있다. 이런 관수로를 사이펀이라고 한다. 사이펀에서의 압력은 부압(마이너스 압력)이 된다.
조선 시대 거상 임상옥의 도공 우명옥에게 부탁하여 만든 계영배라는 술잔에 술을 70% 이상 따르면 압력 차이로 술이 모두 새는데, 이 역시 사이펀 현상을 이용한 것이다.

## 같이 보기
- 과달라하라 폭발 사고
- 계영배